# Vincenzo Pesce
Vincenzo Pesce, detto u pacciu (Rosarno, 27 maggio 1959), è un mafioso italiano, appartenente alla 'Ndrangheta, all'omonima 'ndrina dei Pesce.

## Biografia
Figlio di Francesco Pesce, storico capo-'ndrina, che resse la famiglia con suo fratello Antonio, Giuseppe, Rocco e Salvatore Pesce. Quando uscì di prigione nel 2008, prese il comando dell'ATAC, malgrado l'opposizione di suo nipote Francesco Pesce, conosciuto come "Cicciu testuni" e del figlio del boss Antonino Pesce che è in carcere dal 1993.

### L'elezione del capo-crimine del 2009
Alle elezioni del nuovo capo-crimine della 'ndrangheta del 2009 fu lui a portare avanti la candidatura di Domenico Oppedisano.
Difatti Giuseppe Pelle voleva la carica per sé e sostituire suo padre Antonio Pelle.
Vincenzo allora minacciò di portare via con sé 30 locali se non si fossero equilibrati i poteri e Oppedisano fu eletto.

### Arresto e carcere
Il 28 aprile 2010, i Pesce furono colpiti dall'operazione All Inside, che portò all'arresto di 30 persone tra cui Vincenzo Pesce, accusate a vario titolo anche di associazione mafiosa. Il 20 settembre 2011 l'omonimo processo ha condannato Vincenzo a 20 anni di carcere.